# چست تیوب
چست تیوب (به انگلیسی: Chest tube) یا لوله قفسه سینه که با نام تخلیه کننده قفسه سینه، کاتتر توراسیک (به انگلیسی: Thoracic catheter)، توراکوستومی لوله‌ای (به انگلیسی: Tube thoracostomy) یا تخلیه بین دنده‌ای نیز شناخته می‌شود، یک لوله پلاستیکی قابل انعطاف است که از طریق دیواره قفسه سینه وارد شده و در فضای داخل پرده جنب یا مدیاستن قرار می‌گیرد.
هدف از قرار دادن این لوله تخلیه هوا (پنوموتوراکس)، تخلیه مایعات (پلورال افیوژن، خون و کیلوس) یا تخلیه چرک تجمع یافته (آمپیم) از فضای داخل قفسه سینه است. این وسیله همچنین به عنوان تخلیه بولائو یا کاتتر بین دنده‌ای شناخته می‌شود.

## تاریخچه
ایده تخلیه قفسه سینه برای اولین بار توسط بقراط هنگامی که درمان آمپیم را با استفاده از شکافتن ناحیه، سوزاندن و قرار دادن لوله‌های فلزی توصیف کرد، مورد توجه قرار گرفت. با این حال، این روش به شکل گسترده مورد استفاده قرار نگرفت تا سال ۱۹۱۸ که آنفلوانزا شایع شد و دکتر سی. پاپ (C. Pope) برای اولین بار توانست با استفاده از این روش، چرک تجمع یافته در قفسه سینه یک کودک شیرخوار ۲۲ ماهه به نام جوئل (Joel) را — که مبتلا به پنومونی بود — تخلیه کند.
استفاده از لوله‌های قفسه سینه در مراقبت‌های پس از جراحی در سال ۱۹۲۲ گزارش شد و آن‌ها در جنگ جهانی دوم مرتباً از این روش برای توراکوتومی ثانویه استفاده می‌کردند. اگرچه تا پیش از جنگ کره، معمولاً از این روش برای توراکوستومی اورژانسی در هنگام ترومای شدید استفاده نمی‌شد.

## کاربردهای پزشکی
چست تیوب در درمان موارد زیر کاربرد دارد:
- پنوموتوراکس: تجمع هوا یا گاز در فضای جنبی.
- پلورال افیوژن: تجمع مایع در فضای جنبی.
- شیلوتوراکس: تجمع محتویات لنفی در فضای جنبی که به علت اختلال یا انسداد مجرای توراسیک رخ می‌دهد.
- آمپیم: تجمع چرک در فضای جنبی.
- هموتوراکس (Hemothorax): تجمع خون در فضای جنبی.
- هیدروتوراکس: تجمع نابهنجار مایع آبگون در پرده جنب.